# Piercing del labbro

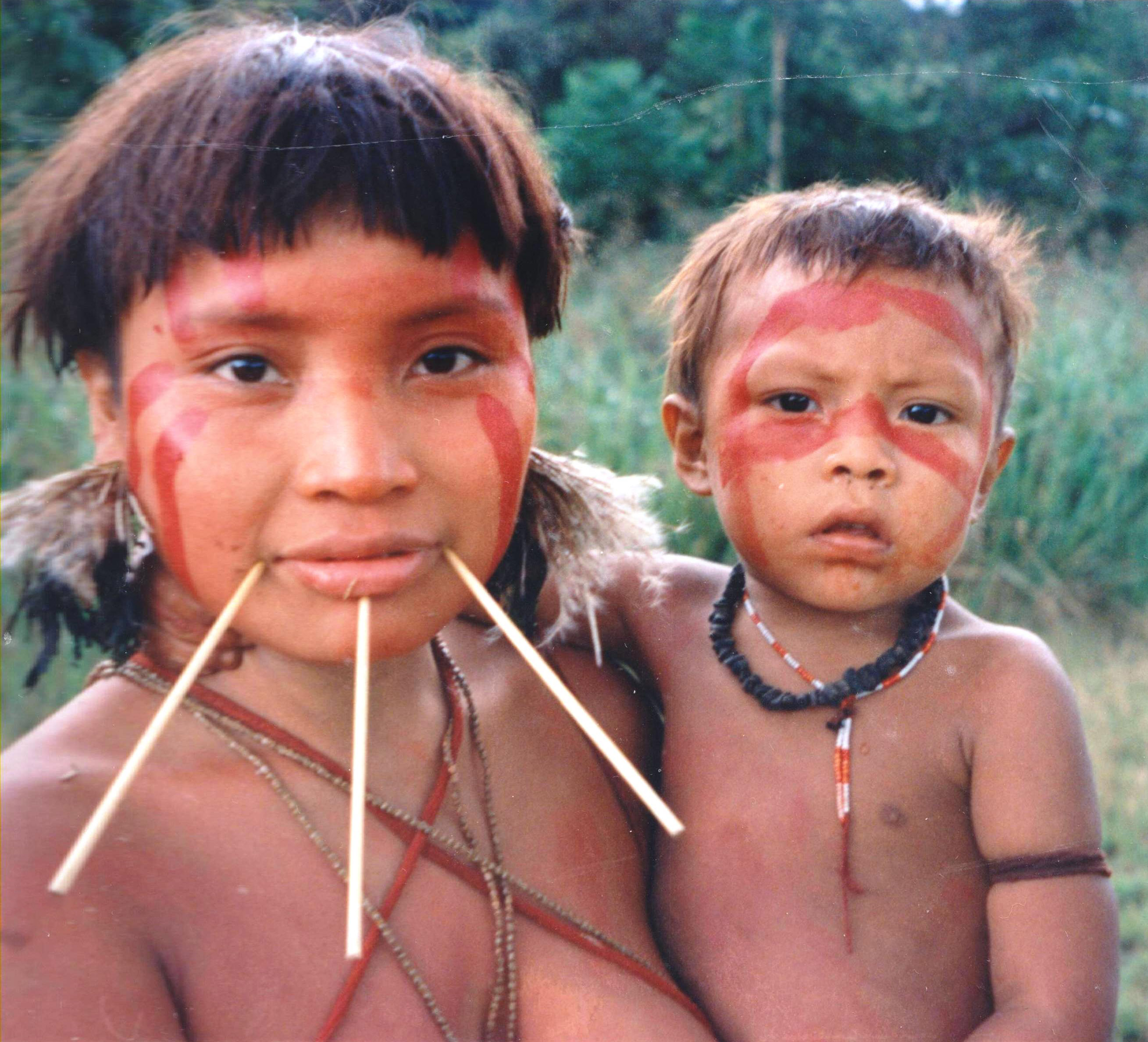
Donna Yanomami con piercing del labbro

Il piercing del labbro (lip piercing in inglese) è una tipologia di piercing che interessa le labbra della bocca. Si diversifica in svariati sottotipi, alcuni concernenti pratiche tribali ancestrali, come nel caso del disco labiale o del Tembetá.

## Storia

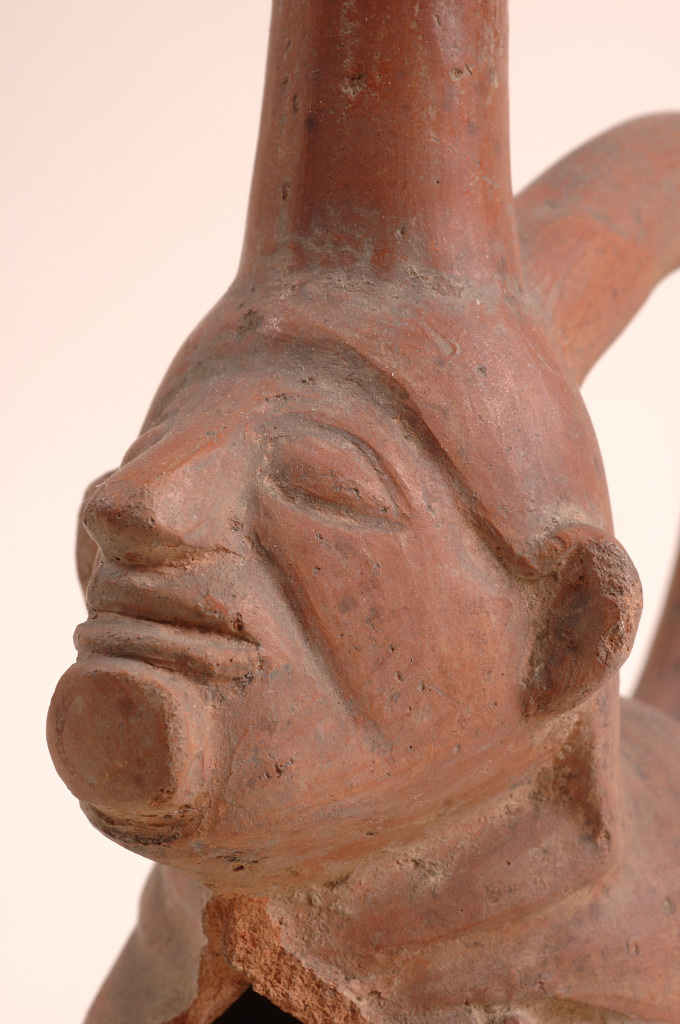
Ceramica Moche che attesta la pratica del Tembetá

La foratura del labbro viene praticata da molte popolazioni fin dai tempi antichi, tra queste è celebre soprattutto quella praticata da alcune tribù africane, nel qual caso viene indossato un largo disco labiale, solitamente al labbro inferiore. Ma è in uso anche presso alcune tribù sudamericane, come ad esempio gli Yanomami. Presso antiche culture precolombiane del Sudamerica, come ad esempio quella dei Moche, era in uso la pratica del foro del labbro con successivo allargamento del foro, che era conosciuta con il nome di Tembetá.
Nella società contemporanea, il piercing del labbro è relativamente comune. In uno studio tra i giovani israeliani, risulta che il 4,3% ha o ha avuto dei piercing (escluso del lobo, del labbro o nella cavità orale), il 5,7%, 6,2% e 15,7% hanno o hanno avuto rispettivamente piercing al labbro, tatuaggi o piercing nel cavo orale.

## Tipologie

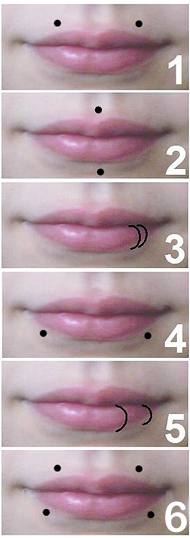
Alcune tipologie di piercing chiamate bite ("morso"): 1.Angel Bite, 2.Cyber Bite, 3.Spider Bite, 4.Snake Bite, 5.Vampire Bite, 6.Canine Bite

A seconda della posizione dove viene praticato il foro, il piercing del labbro assume nomi diversi, alcuni dei quali sono una combinazione di due o più :
- Labbro superiore
  - Angel Bite ("morso d'angelo"): sono una serie di due piercing al labbro superiore, uno per lato.
  - Medusa: piercing praticato al centro del labbro superiore, nell'incavatura del labbro.
  - Monroe (anche noto come Madonna): piercing praticato a destra o a sinistra del labbro superiore.
  - Vertical Medusa (anche conosciuto come Jestrum): praticato nell'incavatura del labbro superiore, direttamente sotto il setto nasale. A differenza del simile medusa, per il vertical medusa viene utilizzata una barbell curva.
- Labbro inferiore
  - Central Labret: piercing praticato al centro del labbro inferiore. La dilatazione di questo tipo di piercing, con il successivo inserimento di oggetti di largo diametro, dà origine alle pratiche del disco labiale e del Tembetá.
  - Dolphin Bite ("morso di delfino"): simile allo snake bite ma più ravvicinato.
  - Eskimo: due piercing paralleli non alla base, ma direttamente sul labbro inferiore.
  - Labret: è il piercing fatto a destra o a sinistra del labbro inferiore.
  - Shark Bite ("morso di squalo"): due labret affiancati, sia sul lato destro della bocca e sia su quello sinistro.
  - Snake Bite ("morso di serpente"): di due piercing al labbro inferiore, uno per lato.
  - Spider Bite ("morso di ragno"): due labret affiancati, sul lato sinistro o destro della bocca.
  - Vertical Labret: è un piercing che passa verticalmente per il labbro inferiore.
- Labbro superiore e inferiore e altro
  - Canine Bite ("morso canino"): combinazione di un angel bite e uno snake bite.
  - Cyber Bite ("morso cyber"): combinazione di un medusa e un central labret.
  - Dahlia Bite ("morso della dalia"): è formato da due piercing posti agli angoli della bocca.

## Disco labiale e Tembetá
Disco labiale e Tembetá sono due varianti tribali di origini ancestrali in uso presso alcune popolazioni africane e sudamericane. Viene praticato forando al centro il labbro superiore o inferiore (o in alcuni casi anche entrambi) e allargando progressivamente il foro fino a poter inserire un ampio disco di terracotta o di altro materiale o un "tappo" detto Tembetá (denominato plug, nella moderna pratica del piercing).